# Paola Padovan
Paola Padovan (Feltre, Véneto; 4 de diciembre de 1995) es una atleta italiana especializada en el lanzamiento de jabalina. Fue campeona de Italia en 2022.

## Carrera deportiva
Formada en las filas del equipo de atletismo Athletic Club Belluno, donde se mantuvo hasta 2012, participó en sus primeras competiciones internacionales de la mano del Valsugana Trentino, como en el Campeonato Europeo de Atletismo Sub-23 de Tallin (Estonia), donde quedó décima en su ronda clasificatoria, con un lanzamiento de 43,74 metros. Posteriormente, en 2016, en la Copa Europea de Lanzamiento de Arad (Rumania), en la modalidad Sub-23, quedaba duodécima, mejorando su marca hasta los 48,90 metros. Posteriormente, en el Campeonato Mediterráneo de Atletismo Sub-23, aumentó su registro hasta los 54,99 metros, lo que le permitió llegar al podio y alzarse con una medalla de bronce.
En 2017 abandona el club para formar parte de las filas del Assindustria Sport. Con su nueva representación, a nivel internacional para Italia, participa, y gana medalla, en la Copa Europea de Lanzamiento Sub-23 que tuvo lugar en las Islas Canarias, llegando a marcar 54,24 metros. Más adelante, en la Superliga del Campeonato Europeo de Atletismo por Naciones que tuvo lugar en Lille (Francia) quedaba séptima con 55,45 metros de distancia. Más adelante, en el Campeonato Europeo de Atletismo Sub-23 no superaba la ronda clasificatoria, siendo undécima en la misma, con 47,18 metros.
En 2018 rescindía con Assindustria para formar parte del C. S. Carabinieri.
En el plano nacional, en 2015 fue campeona de invierno de Italia de lanzamiento de jabalina en la modalidad "promesse", con 45,04 metros; registro que compartió a nivel nacional en los generales con 48,14 metros ese año, con 47,91 m. en 2016 o 57,21 m. en 2017. En 2022 se proclamaba campeona de Italia en la categoría absoluta tras alcanzar un registro de 56,96 metros. Fue plata en 2023, con 56,18 metros.

## Resultados por competición

### Por temporada
| Representando a Italia | Representando a Italia                                   | Representando a Italia | Representando a Italia | Representando a Italia | Representando a Italia |
| ---------------------- | -------------------------------------------------------- | ---------------------- | ---------------------- | ---------------------- | ---------------------- |
| Año                    | Competición                                              | Lugar                  | Puesto                 | Marca (m.)             |                        |
| 2015                   | Campeonato Europeo de Atletismo Sub-23                   | Tallin                 | 10ª (Q1)               | 43,74                  |                        |
| 2016                   | Copa Europea de Lanzamiento                              | Arad                   | 12ª                    | 48,90                  |                        |
| 2016                   | Campeonato Mediterráneo de Atletismo Sub-23              | Túnez                  | 3ª                     | 54,99                  |                        |
| 2017                   | Copa Europea de Lanzamiento Sub-23                       | Las Palmas             | 2ª                     | 54,24                  |                        |
| 2017                   | Campeonato Europeo de Atletismo por Naciones - Superliga | Lille                  | 7ª                     | 55,45                  |                        |
| 2017                   | Campeonato Europeo de Atletismo Sub-23                   | Bydgoszcz              | 11ª (Q1)               | 47,18                  |                        |

### Mejores marcas
| Disciplina              | Marca    | Lugar   | Fecha              |
| ----------------------- | -------- | ------- | ------------------ |
| Lanzamiento de jabalina | 57,41 m. | Isernia | 19 de mayo de 2018 |